# Guerra civil de Burundi
La guerra civil de Burundi (en francés: Guerre civile burundaise) fue un largo y sangriento conflicto armado que asoló ese país entre 1993 y 2005. La guerra civil fue el resultado de las tensiones entre dos castas de la etnia banyarwanda, siendo estas los hutus y los tutsis de Burundi. El conflicto se inició tras las primeras elecciones multipartidistas en el país desde su independencia de Bélgica en 1962 y se dio como terminado formalmente con la toma de posesión de Pierre Nkurunziza en agosto de 2005. El número de víctimas cobradas por el conflicto asciende aproximadamente a 300.000 muertos. 

## Trasfondo
En 1962 el país se independiza con una monarquía, la que trató de mantener un equilibrio de poder entre hutus y tutsis, pero tras lo sucedido en Ruanda los tutsis empezaron a monopolizar el poder político y militar derrocando al rey en 1966 y sucediéndose golpes de estado y dictaduras militares. En 1972 y 1973 el gobierno tutsi comete un genocidio contra los hutus, matando 80 a 210 mil personas y expulsando a 85.000 más (otros 10.000 tutsis murieron en esas fechas por enfrentamientos). En 1988 los rebeldes hutus del PALIPEHUTU masacraron 5.000 tutsis en el norte del país y 1993-1994 25.000 más sufrieron el mismo destino, este grupo rebelde inicio sus ataques en 1985. En el conflicto entre 1984 y 1989 murieron 150.000 personas y entre 1990 y 1994 otras 300.000.
Las primeras elecciones nacionales multipartidistas de Burundi se celebraron el 27 de junio de 1993. Melchior Ndadaye, del Frente para la Democracia en Burundi (FRODEBU), ganó la elección presidencial y se convirtió en el primer hutu en ser presidente de dicho país. Los hutus son el grupo étnico mayoritario, con un 85% de la población del país, pero el gobierno había estado tradicionalmente en manos de los tutsi y su partido político: la Unión para el Progreso Nacional (UPRONA).

## Guerra civil
El 21 de octubre de 1993 el entonces presidente Ndadaye murió en un golpe de Estado que dieron militares tutsis. La violencia entre las castas siguió al golpe de modo casi inmediato, mientras que los hutus atacaron a los tutsis debido al asesinato de Ndadaye, los militares tutsis mataron a miles de hutus en un intento de conservar el poder. Durante gran parte del conflicto el Consejo Nacional para la Defensa de la Democracia - Fuerzas para la Defensa de la Democracia (CNDD-FDD) fue el principal grupo hutu rebelde que operaba en el país. Los rebeldes lograron controlar importantes zonas del noroeste del país, logrando atacar en julio de 2003 la capital, Buyumbura, sin éxito. La guerra se extendió a los países vecinos, en especial la República Democrática del Congo, que sufría su propia guerra civil. 

### Proceso de paz
En 2005 se produjeron muchos avances en el proceso de paz. El presidente firmó una ley en enero de 2005 para iniciar un nuevo ejército nacional, compuesto por fuerzas militares tutsi incluyendo a todos menos uno de los grupos rebeldes hutus. La Constitución fue aprobada por los votantes en un referéndum, marcando la primera vez que los burundeses votaban desde 1994. Votaron nuevamente en julio durante las elecciones parlamentarias, pospuestas desde noviembre de 2004, en el que "el Gobierno de Burundi y la Comisión Electoral Nacional Independiente llevaron a cabo técnicamente-unas elecciones sólidas, llevado a cabo en una atmósfera de paz y seguridad". El Fuerzas para la Defensa de la Democracia (FDD) terminó ganando las elecciones parlamentarias. Varios meses más tarde, Pierre Nkurunziza del grupo Hutu FDD fue elegido como presidente por las dos cámaras del parlamento dominadas por Hutu.
Después de 12 años de vivir con un toque de queda desde la medianoche hasta el amanecer, los burundeses volvieron a tener la libertad de circular durante la noche a partir del 15 de abril de 2006, momento en que se levantó la sanción previamente impuesta por el gobierno. Esto significó el punto más estable en los asuntos civiles de Burundi desde el asesinato del presidente hutu Melchior Ndadaye y el comienzo de la guerra civil.
Las cosas continuaron luciendo prometedoras después de que el último grupo rebelde de Burundi, las FNL, firmaran un acuerdo de alto el fuego en Tanzania, "consolidando el final de una guerra civil de 12 años". Como parte del acuerdo, los miembros de las FNL debían ser reunidos, desmovilizados e integrados en el ejército nacional. Sin embargo, partes disidentes de las FNL, en particular las Fuerzas de Liberación Nacional – Icanzo (FNL–Icanzo), continuaron con su insurgencia. A mediados de abril de 2008, los rebeldes de las FNL bombardearon la entonces capital, Buyumbura, mientras los combates mataron al menos a 33 personas.